# Mladen Lorković
Mladen Lorković (1er mars 1909 - avril 1945) est un politicien et avocat croate. Il a un rôle important parmi les Oustachis et est Ministre des affaires Étrangères et Ministre de l'Intérieur de l'État Indépendant de Croatie (NDH) au cours de la Seconde Guerre mondiale. Lorković mène la conspiration Lorković-Vokić, une tentative d'établir un gouvernement de coalition entre les Oustachis et le Parti Paysan croate et rapprocher l'État Indépendant de Croatie des Alliés.
Alors étudiant, il rejoint le Parti croate du Droit, mais celui est dissous dans le royaume de Yougoslavie en 1929. Il fuit le pays pour échapper à l'arrestation et finit par s'installer en Allemagne où il obtient un doctorat en droit à l'Université de Berlin. En 1934, il rejoint les Oustachis et devient un proche collaborateur de leur dirigeant Ante Pavelić. Il est d'abord commandant de tous les Oustachis en Allemagne, où il cherche des appuis à la création et la protection d'un état croate. Puis il devient le leader de tous les Oustachis  en dehors de l'Italie. 
Peu après la création de la NDH, il est nommé Ministre des affaires étrangères et s'oppose fortement à l'influence italienne sur l'État. Après l'exécution en 1943 de son chef de cabinet, Ivo Kolak, pour contrebande d'or, Lorković est démis de ses fonctions, mais plus tard nommé Ministre de l'Intérieur. En tant que Ministre de l'Intérieur, il négocie avec le Parti paysan croate (HSS) dans l'espoir d'établir un gouvernement de coalition. Il mène également des négociations secrètes (en) avec des représentants du HSS pour que la NDH rejoigne les Alliés contre l'Allemagne. Même s'il semble avoir le soutien de Pavelić, lui et ses cohortes sont rapidement arrêtés pour conspiration contre l'État, et après une période de détention il est exécuté à la fin du mois d'avril 1945, aux côtés d'Ante Vokić (en).

## Biographie

### Premières années et formation
Lorković naît à Zagreb le 1er mars 1909. Son père est le politicien Ivan Lorković. Il suit les cours dans un  gymnasium à Zagreb, où il devient un partisan du Parti croate du Droit et rejoint ensuite le Mouvement croate de la Jeunesse. Il commence des études de droit à l'Université de Zagreb, mais les achève en exil à Innsbruck, en Autriche. Plus tard, il soutient un doctorat sur "l'établissement de l'État des Slovènes, Croates et Serbes" sous la direction de Max Hildebert Boehm à l'Université de Berlin. Lorković et Branimir Jelić évoquent l'état des étudiants croates de l'université au congrès de la Fédération des Étudiants Internationaux à Bruxelles en 1930. Ils sont alors arrêtés et détenus au Palais de Justice avant d'être menés à la frontière allemande. Au cours de son séjour à Berlin, il rencontre et épouse plus tard Wally Marquead. Plus tard, il divorce, et le 19 août 1944, il se remarie à la comtesse Nada von Ghyczy.

### Activités avec les Oustachis
Le 6 janvier 1929, le roi Alexandre dissout le gouvernement et instaure une dictature royale sur le nouveau royaume de Yougoslavie. Parce qu'il est considéré comme dissident, Lorković est placé sous surveillance policière constante. Le 15 novembre 1929, un mandat pour son arrestation est émis, mais il réussit à s'échapper en Autriche et plus tard en Allemagne.
Lorković est un ardent défenseur de la fusion de tous les partis croates en un « super parti » pour l'indépendance du royaume de Yougoslavie et le 4 octobre 1934 prête son serment Oustachi. Il devient le commandant de toutes les unités oustachies en Allemagne et plus tard, après l'assassinat du roi Alexandre, commandant de tous les Oustachis en dehors de l'Italie. Cet assassinat lui vaut d'être interpellé en Allemagne, mais il est libéré à la mi-1935 après qu'un tribunal allemand a rejeté la requête yougoslave d'extradition.
En 1937, Lorković est arrêté à la suite d'une audience menée par la Gestapo. Par la suite, il quitte l'Allemagne et déménage en Hongrie. En 1939, il retourne en Yougoslavie, où il devient rédacteur en chef adjoint de la Hrvatski narod (Peuple croate) et le rédacteur en chef du journal clandestin Hrvatska pošta (Le Courrier croate). L'institution Matica hrvatska publie en 1939 son livre Le peuple croate et ses terres, dans lequel il déclare que tous les Musulmans de Bosnie sont de nationalité croate. Après la proclamation de la Banovina de la Croatie, il est arrêté en 1940 et détenu à prison de Lepoglava (en) et plus tard à Krušćica, près de Vitez. Lorković est l'un des signataires d'une déclaration, faite le 31 mars 1941 et signée le 5 mai 1941, dans lequel les Oustachis demandent la déclaration d'un État croate. Le document demande également le soutien de l'Allemagne, la protection et la reconnaissance par les membres de l'Axe.

### État indépendant de Croatie
Lorković est un partisans de l'alliance avec le Reich, dès l'avant-guerre, ayant cultivé des liens politiques et académiques pendant son exil en Allemagne. Après l'établissement de l'État indépendant de Croatie (NDH), Lorković devient membre du gouvernement provisoire de Slavko Kvaternik. Le 16 avril 1941, Lorković est nommé Secrétaire au Ministère des affaires étrangères dans le premier gouvernement formé par Ante Pavelić, qui est également Ministre des affaires étrangères. Jusqu'à avril 1943, il est aussi le principal relais entre Edmund Glaise von Horstenau, le plénipotentiaire allemand sur place, et le cabinet Pavelić.
Lorković succède à Pavelić en tant que Ministre des affaires étrangères le 9 juin 1941. Peu de temps après sa prise de fonction, il s'informe auprès des autorités françaises sur le sort des trois Oustachis impliqués dans l'assassinat du roi Alexandre en 1934 et condamnés à l'emprisonnement à vie. Deux hommes sont morts en prison, mais le troisième, Milan Rajić, est renvoyé en NDH au début de 1942, grâce à l'intervention des forces d'occupation allemandes, où il a été tué plus tard, prétendument sur ordre de Pavelić.
Le 7 juillet 1941, dans un discours destiné à exciter les Croates contre les Serbes vivant en NDH, Lorković prétend que des Serbes ont battu, mutilé et massacré des dizaines de milliers de paysans croates pendant l'entre-deux-guerres. En août, il s'oppose nettement à la requête italienne de mettre en place une administration civile dans la zone démilitarisée de la NDH. Les Italiens répliquent au printemps suivant en accusant Lorković d'être communiste pour discréditer ses vues pro-allemandes. Lorković est innocenté après une enquête de police. Néanmoins, un attaché de police allemand à Zagreb prétend que Lorković a été en contact avec des communistes au début des années 1930 et a aidé des communistes croates en 1941 et 1942. En mai 1942, Lorković est nommé membre honoraire de l'Institut allemand des études étrangères et des frontières. Aux côtés de Vladimir Košak (en) et Stijepo Perić (en), il cherche à limiter l'influence italienne sur l'État indépendant de Croatie. Fin 1942, il écrit une note (« Spomenica ») dans laquelle il décrit les relations de coopération entre la 2e armée italienne et les Tchetniks. Cette note est officillement envoyée le 26 janvier 1943 au ministre italien des affaires étrangères Galeazzo Ciano. En réponse, le diplomate italien Raffaele Casertano tente de faire démettre Lorković.